# 대한민국 탄핵재판소
탄핵재판소(彈劾裁判所)는 헌법에 근거, 일반적으로 형벌 또는 징계절차로써 처벌하기 곤란한 대통령, 부통령 및 국무위원을 비롯한 정부고위공무원과 특수직에 있는 법관 등에 대하여 국민의 대표기관인 국회가 헌법 또는 법률이 정하는 절차에 따라 소추하여 탄핵재판소의 결정으로 해임하여 정치적으로 책임을 지게하기 위하여 설치된 탄핵전문 헌법상 독립 기관이자 재판소였다.
1948년 7월 17일 제정된 제헌 헌법 제47조에 의거 탄핵사건을 심판하기 위하여 법률로써 탄핵재판소를 설치한다고 규정하여 설치되었으며, 1950년 2월 21일 탄핵재판소법이 제정, 공포되어 재판소가 구성되었다.

## 재판장
탄핵재판소의 탄핵사건 심판절차는 탄핵재판소법에 규정되어 있었으나 재판장과 심판관의 구성 및 의결정족수는 제헌헌법에 규정되어 있었다. 보통 부통령이 재판장의 직무를 행하고 대법원 판사 5인과 국회의원 5인이 심판관이 되었다. 그러나, 대통령과 부통령을 심판할 때에는 대법원장이 재판장의 직무를 수행하였다.

## 심판관
탄핵재판소법에는 국회가 탄핵소추를 의결한 경우에는 소추를 수행하기 위한 소추위원 3인을 단기무기명투표로 선출하도록 하였다. 대법원 판사인 심판관은 대법관전원으로 구성되는 대법관회의에서 선출하고, 국회의원인 심판관은 단기무기명투표로 먼저 배수를 선출하고 동일한 방식으로 다시 5인을 선출하도록 하였다. 심판관의 임기는 대법원 판사로부터 선출된 경우에는 4년이었으며, 국회의원인 심판관은 그 임기동안으로 하였다.
그리고 1954년 개정된 탄핵재판소법은 국회의원인 재판관이 국무위원을 겸할 때에는 그 기간중 재판관의 직무를 행할 수 없도록 하였다.

## 심결 및 판결
탄핵판결은 심판관 3분지 2이상의 찬성이 있어야 하며, 탄핵판결은 공직으로부터 파면함에 그치나 이로 인하여 민·형사상의 책임이 면제되는 것은 아니었다. 탄핵소추를 받은 자는 언제든지 변호인을 선임할 수 있으며, 변호인에 대하여는 형사소송에 관한 법령을 준용하도록 하였다. 탄핵의 재판은 구두변론에 의하도록 하였으며, 소추를 받은 자가 정당한 이유없이 기일에 출석하지 않은 경우에는 그 진술을 듣지 않고 심리와 재판을 할 수 있도록 하였다. 탄핵재판소는 탄핵소추를 받은 자를 소환하여 신문할 수 있는 권한은 부여되어 있었으나, 구인할 수 있는 권한은 갖고 있지 않았다. 탄핵재판소는 당사자의 신청이나 직권으로 증거조사를 할 수 있으며 법원에 증거조사를 촉탁할 수도 있고, 증거조사에 관하여는 형사소송에 관한 법령을 준용하였다. 단 탄핵재판소와 탄핵재판소의 재판장은 구인, 압수, 수사 기타 타인의 신체, 물건 또는 장소에 있어서 강제처분을 하거나 이를 명하며 또는 과료의 결정을 할 수는 없도록 하고 있었다. 재판의 평의는 공개하지 않으나, 심리와 선고는 공개법정에서 행하도록 하였다. 탄핵소추를 받은 자는 파면의 재판선고에 의하여 공직에서 파면되고, 탄핵재판소의 종국판결은 관보에 게재하여 공시하도록 하고 있었다.

## 역대 탄핵재판소장
| 대수 | 이름           | 임기                              | 출신지    | 출신학교     | 비고                                                                  |
| ---- | -------------- | --------------------------------- | --------- | ------------ | --------------------------------------------------------------------- |
| 1대  | 장택상(張澤相) | 1950년 2월 21일 ~ 1956년 8월 15일 | 경북 칠곡 | 에든버러대학 | 외무부장관&제3대 국무총리&부통령 권한대행&내무부장관 서리&자유당 당수 |
| 2대  | 장면(張勉)     | 1956년 8월 16일 ~ 1960년 4월 27일 | 서울 종로 | 경성농고     | UN대표단장&주미한국대사&제2대 국무총리&제4대 부통령&제7대 국무총리    |

## 폐지
1960년 헌법 개정으로 헌법재판소를 설치하게 됨에 따라 탄핵재판소법 또한 헌법재판소법 부칙에 의하여 폐지되었다. 따라서 탄핵재판소 또한 폐지되고, 헌법재판소가 새로 설치되었다. 그러나 당시 설치된 헌법재판소는 그 재판관을 모두 구성하기전에 5·16 군사 정변이 일어나 구성하지 못하였다. 따라서 사실상 헌법이 아닌 법률에 있어 헌법재판소는 구성 및 해산된 바 없었고, 탄핵재판소는 사실상 다시 개정된 헌법에 의거 설치된 탄핵심판위원회로 계승되었다.

## 같이 보기
- 헌법재판소
- 탄핵심판위원회
- 헌법위원회
- 일본 재판관탄핵재판소